# Papa Adriano III
Adriano III (Roma, ... – Spilamberto o San Cesario sul Panaro, agosto/settembre 885) è stato il 109º papa della Chiesa cattolica dal 17 maggio 884 fino alla sua morte ed è venerato come santo dalla Chiesa cattolica.

## Biografia

### Le presunte origini
Nacque a Roma da una famiglia che alcuni genealogisti vogliono imparentata coi conti di Tuscolo: figlio di Benedetto magnus tusculanus dux et comes, figlio a sua volta di quell'Alberico marchio et consul tusculanus princeps potentissimus che fu fratello di Papa Adriano I (772-795) e antenato dei conti di Tuscolo. Pertanto Adriano I sarebbe stato suo prozio, e Adriano III sarebbe stato il fratello maggiore di Sergio dei conti di Tuscolo, ovvero Papa Sergio III (904-911). Si è certi, comunque, che Adriano fu romano di Via Lata e figlio di un tale Benedetto, come attestato dal Liber Pontificalis. Della sua carriera ecclesiastica non è giunta nessuna notizia, salvo la sua nomina a cardinale da parte di papa Marino I.

### Pontificato

#### Le lotte intestine e la gestione della Chiesa
Eletto il 17 maggio dell'884, il suo breve pontificato ebbe luogo in un periodo travagliato. Dopo la morte di Giovanni VIII (di cui era stato nemico in quanto filo-germanico), Roma era infatti insanguinata dai contrasti tra i sostenitori della politica del defunto pontefice e quelli legati invece al partito filo-germanico.
Ad Adriano sono stati attribuiti dal cronista Martino Polono due decreti (la cui autenticità è però dubbia), fortemente applicativi della stessa idea di supremazia del potere temporale della Chiesa su quello secolare già affermata nelle "Decretali pseudoisidoriane"; questi decreti avrebbero sancito l'esclusione della presenza dei messi imperiali all'atto dell'elezione del nuovo papa, e, soprattutto, il passaggio della corona imperiale ad un principe italiano al momento della morte di Carlo il Grosso che non aveva eredi. Autentici o meno i decreti, la debolezza e inettitudine dell'imperatore avevano effettivamente fatto nascere simili speranze in più di un principe italiano.

#### I rapporti con gli Stati europei
Come rileva la biografia dell'Enciclopedia dei Papi la brevità del pontificato non permise di mettere chiaramente in luce l'orientamento di Adriano nei confronti di Fozio, il patriarca di Costantinopoli già scomunicato da papa Niccolò I e poi da Giovanni VIII, anche se Ottorino Bertolini ipotizza che la tendenza del nuovo pontefice fosse sulla linea (inizialmente) conciliante di papa Giovanni VIII, piuttosto che su quella severa dimostrata dall'immediato predecessore Marino I.
Per quanto riguarda l'impero franco, morto Carlomanno II, l'imperatore Carlo il Grosso convocò per l'estate dell'885 una dieta a Worms, alla quale invitò anche il papa in quanto l'imperatore voleva avere il suo parere sul riordino dell'impero, sulla legittimazione del figlio naturale Bernardo e per discutere della minacciosa presenza dei Saraceni nella penisola italiana.

### Morte e sepoltura
Il pontificato di Adriano fu assai breve: mentre era in viaggio per partecipare alla dieta convocata da Carlo il Grosso, fu colto da improvviso malore nei pressi di San Cesario sul Panaro, e morì l'8 luglio (secondo il Vetus Martyrologium Romanum e l'erudito del XIX secolo Gaetano Moroni) o in una data compresa tra la metà d'agosto e la metà di settembre dell'885 (secondo studiosi più recenti). Il Vetus Martyrologium Romanum cita inoltre Spilamberto (centro abitato limitrofo a San Cesario) come luogo della morte. 

Il suo corpo fu inumato dapprima nell'antica basilica di San Pietro presso l'oratorio dove era stato sepolto già Gregorio III e poi traslato nell'Abbazia di Nonantola, dov'è tuttora sepolto e venerato.

### Culto
I motivi della sua venerazione come santo sono praticamente sconosciuti, ma divenne noto per aver aiutato la popolazione di Roma durante una carestia.
A Spilamberto (Mo) esiste una chiesa parrocchiale dedicata a Sant'Adriano III.
Il suo culto venne confermato nel 1891 da papa Leone XIII. La sua memoria liturgica ricorre l'8 luglio.